# Пинскер, Марк Семёнович
Марк Семёнович (Шлёмович) Пинскер (24 апреля 1925 — 23 декабря 2003) — российский учёный-математик, доктор физико-математических наук, специалист в области теории информации и теории кодирования.

## Биография
- Окончил механико-математический факультет МГУ им. М.В. Ломоносова в 1949 году.
- С 1955 года работал в Лаборатории по разработке научных проблем проводной связи АН СССР, позднее переименованной в Лабораторию систем передачи информации АН СССР. В 1961 году она была преобразована в Институт проблем передачи информации АН СССР, а Пинскер возглавил Лабораторию № 1 созданного института[2]. С 1991 года занимал должность главного научного сотрудника.
- В 1963 году защитил диссертацию доктора физико-математических наук.
- В 1973 году присвоено звание профессора[3]

## Книги
- Информация и информационная устойчивость случайных величин и процессов. М.: Изд-во АН СССР, 1960. Проблемы передачи информации. Вып. 7. 203 с.

## Память
- В его честь названа Лаборатория № 1 им. М. С. Пинскера «Теория передачи информации и управления» Института проблем передачи информации имени А. А. Харкевича РАН[4]